# Акулово (Сергиево-Посадский район)
Акулово — деревня в Сергиево-Посадском районе Московской области, в составе муниципального образования Сельское поселение Шеметовское (до 29 ноября 2006 года входила в состав Константиновского сельского округа).

## Население
| 2002 | 2006 | 2010 |
| ---- | ---- | ---- |
| 6    | ↘4   | ↘3   |

## География
Акулово расположено примерно в 32 км (по шоссе) на север от Сергиева Посада, на безымянном притоке реки Перемойка (левый приток реки Дубны), высота центра деревни над уровнем моря — 199 м.